# Brněnský Lunapark aneb Divadlo ke kávě

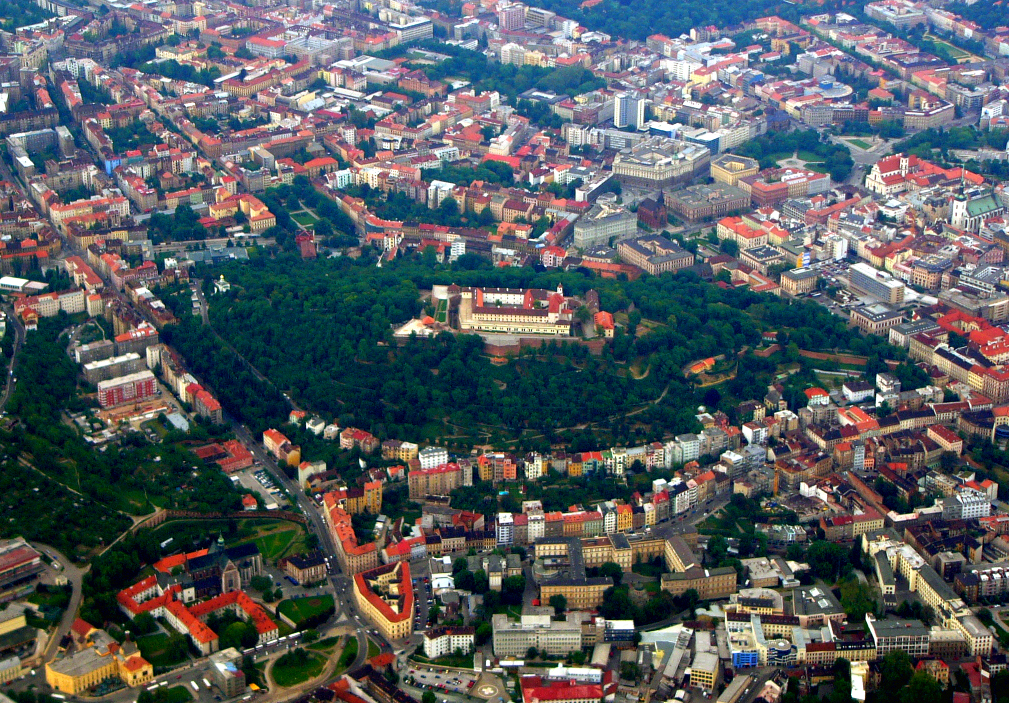
Brno, místo konání festivalu

Brněnský Lunapark aneb Divadlo ke kávě je festival, během něhož se představují divadelní a hudební uskupení z brněnské nezávislé scény v prostorách kaváren. Ty jsou vybírány na základě toho, zda se i mimo festival významně podílejí na místním kulturním dění, tedy zda kulturní program ve své kavárně zajišťují. 

## Založení festivalu
Ideový koncept festivalu vzešel od pedagoga Filozofické fakulty Masarykovy univerzity Mgr. Viktora Pantůčka a divadelníka i kavárníka MgA. Pavla Baďury. Ti jej nabídli studentům oboru Management v kultuře na Filozofické fakultě MU k teoretickému zpracování. Díky iniciativě Kateřiny Eichlerové, Lucie Michelové, Barbory Vávrové, Žanety Skálové a mnoha dalších se projekt hned po teoretickém zpracování podařilo zrealizovat. Festival byl od svého druhého ročníku pořádán pod záštitou neziskové organizace Kulturárium ve spolupráci s Ústavem hudební vědy Filozofické fakulty MU. Organizovat festival také pomáhalo mnoho studentů a dobrovolníků z mimoakademického prostředí.

## Co divákům nabízí
Brněnský Lunapark aneb Divadlo ke kávě divákům nabízí originální kulturní zážitky v uvolněné atmosféře kaváren. Vyznačuje se živostí, interaktivitou, improvizací a specifickým rázem jednotlivých večerů. Diváci mohou objevovat brněnské kavárny a vidět v jejich prostředí divadelní představení nebo si poslechnout hudbu od lokálních umělců. Návštěvníci vybraných kaváren si tak mohou vychutnat šálek kávy s divadelním představením nebo poslechem hudby.

## Kdy a kde se koná
Brněnský Lunapark aneb Divadlo ke kávě se každoročně koná v březnu, dubnu nebo v květnu ve vybraných kavárnách. Spojení festivalu s kavárenským prostředím má v Brně bohatou tradici již z dob první republiky. V současnosti znovu kavárny ožívají a poskytují svůj prostor pro divadelní produkce, koncerty, výstavy či autorská čtení.

## Historie

### První ročník v roce 2010
První ročník navštívilo 2 500 diváků, kteří zhlédli během 29 večerů divadelní představení od 8 souborů v 9 kavárnách. O hudební program se postaralo 20 místních hudebních uskupení.
Vystoupily soubory: Absolutní divadlo, Divadlo Facka, Divadlo Líšeň, Divadlo v karanténě, Divo4, Malé divadlo Kjógenu, Služebníci lorda Alfréda a Šavgoč.
Hrálo se v kavárnách: Cafe Podnebí, Café Tungsram, FALK, Fantomas, Jazzová kavárna Podobrazy, Kavárna Alfa, Kavárna kunštátská Trojka, Mezzanine Café a Spolek.

### Druhý ročník v roce 2011
Druhý ročník zhlédlo 3 500 diváků a byl rozšířen na 33 večerů. Akce se tematicky držela čísla 11 a tak měli návštěvníci možnost vidět 11 divadelních souborů v 11 kavárnách. Každý soubor se představil třikrát. Akce se konala pod záštitou občanského sdružení Kulturárium.
Vystoupily soubory: Absolutní divadlo, Buranteatr, Divadlo DNO, Divadlo Facka, Divadlo Feste, Divadlo v karanténě, Divo4, Malé divadlo kjógenu, Služebníci lorda Alfréda, Divadlo ALDENTE a Šavgoč.
Hrálo se v kavárnách: Cafe ART, Cafe Podnebí, Café Steiner, Café Tungsram, FALK, Fantomas, Jazzová kavárna Podobrazy, Kavárna kunštátská Trojka, Leporelo +, Mezzanine Café a Spolek.

### Třetí ročník v roce 2012
Třetí ročník zhlédlo více než 2 300 diváků během 26 večerů. Vystoupilo 13 divadelních souborů ve 13 kavárnách. Hudební prostor vyplnilo 17 uskupení.
Vystoupily soubory: Anička a letadýlko, Buranteatr, Divadlo ALDENTE, Divadlo Atelier, Divadlo DNO, DIVADLO ÚTULEK 123, Divadlo v karanténě, DIVO4, KočéBR Malé divadlo kjógenu, NaMikrofon, Ochotnický spolek Divadla Feste, Služebníci lorda Alfréda, Šavgoč.
Hrálo se v kavárnách: Anděl Café, Café Gaviota, Café Laundry, Café Mezzanine, Cafe Podnebí, Café Tungsram, Café Práh, Jazzová kavárna Podobrazy, Kabaret Špaček KAREL NEVER SLEEPS, Kavárna kunštátská Trojka, Leporelo +, UNTR pod Falkem. Čtvrtý ročník v roce 2013

### Čtvrtý ročník v roce 2013
Čtvrtý ročník vidělo 2 300 diváků během 27 večerů. Vystoupilo 14 divadelních souborů ve 14 kavárnách. Hudebně festival podpořilo více než 20 performerů.
Vystoupily soubory: Anička a letadýlko, Bafni, Divadlo Atelier, Divadelní spolek DŽO, Divadlo ALDENTE, Divadlo DNO, Divadlo Facka, Divadlo Feste, Divadlo Líšeň, Divadlo poPUD, DIVADLO ÚTULEK 123, Divadlo v karanténě, KočéBR, Malé divadlo kjógenu, Služebníci lorda Alfréda.
Hrálo se v kavárnách: Anděl Café, Café Laundry, Café Mezzanine, Café Paradigma, Cafe Podnebí, Café Práh, Café Tungsram Café v Domění, Jazzová kavárna Podobrazy, Kabaret Špaček, Kabinet múz, Kavárna kunštátská Trojka, Tři ocásci.

### Pátý ročník v roce 2014
Pátý ročník vidělo téměř 3 500 diváků během 42 večerů. Hrálo na něm 19 divadelních souborů ve 14 kavárnách a za doprovodu více než dvaceti místních hudebních skupin.
Vystoupily soubory: Anička a letadýlko, Bafni, Divadlo Atelier, Divadlo Facka, Divadlo Faux paus!, Divadlo Krajiny, Divadlo poPUD, Divadlo Útulek 123, Divadlo v karanténě, DIVO4, Filip Teller, IMPRO DŽOW, KočéBR, Malé divadlo kjógenu, NaMikrofon, ochotnický spolek Divadla Feste, Služebníci lorda Alfréda, Dix crée, pense.
Hrálo se v kavárnách: Café Laundry, Mezzanine Café, Café Paradigma, Cafe Podnebi, Café Práh, Café Tungsram, Kafe do vany, Kabaret Špaček, Kabinet múz, Kavárna Kunštátská Trojka, Kunst, Palác Prigl, Podo v exilu - Veselá vačice, Tři ocásci.

### Šestý ročník v roce 2015
Šestý ročník byl zahájen v kavárně Trojka sdružením Storytelling, které uvedlo inscenaci „Slovosledi ve vlastní šťávě“. Představilo tak novou divadelní disciplínu storytelling. Spíše než klasické činohře se toto vystoupení blíží dramatickému vyprávění. Díky metodě storytellingu se herci mohou podělit o své dramatické a zajímavé příběhy. 
Další novinkou bylo zařazení promítání filmů. Film „Vážná známost“ pojednává o jednom vztahu z pohledu muže a ženy. Nově se festivalu zúčastnili výzkumníci z Masarykovy univerzity, kteří během vystoupení „Science Slam“ předali divákům vědecké poznatky zábavnou formou.

### Sedmý ročník v roce 2016
Sedmého ročníku se zúčastnilo třináct brněnských nezávislých divadelních souborů v deseti kavárnách. Za bohatého hudebního doprovodu představili Brno jako lunapark netradičních kulturních zážitků.
Vystoupily soubory: Improvizační divadlo Bafni, Divadlo Facka, Divadlo poPUD, Kabaret Sauvignon, Divadlo v karanténě, Teller & Sýkora, IMPRO DŽOW, Malé divadlo kjógenu, Koráb, KočéBR, Seriš & Karásek, Science Slam MUNI a Storytelling
Hrálo se v kavárnách: Cafe Atlas, Galeryje9, Café Mezzanine, Kavárna Anděl, Cafe Podnebi, Café Tungsram, Kafe do vany, Kavárna Kunštátská Trojka, Kulturárium Café, Tři ocásci

### Osmý ročník v roce 2017
Osmý ročník nabídl patnáct divadelních představení v kavárnách, barech a nezávislých divadelních sálech. Po předchozím ročníku, kdy inscenace přilákaly méně diváků, se tým pořadatelů rozhodl přenechat účinkujícím více svobody. Mohli si vybrat čas nebo místo konání představení a zvolit si libovolnou formu interakce s diváky.
Ke každému představení byla nabízena degustace filtrované kávy. Další novinkou festivalu byli moderátoři, kteří vystoupení uváděli. Představení se tak stala poutavější a živější.

### Devátý ročník v roce 2018
Devátý ročník se konal za bohatého hudebního doprovodného programu na patnácti různých místech, ve vybraných kavárnách, které se běžně významně podílejí na lokálním kulturním dění. Celý festival odstartovalo představení divadla Kjógén v kavárně Trojka a originální koncert Jiřího Brzobohatého.
Vystoupily soubory: BuranTeatr, Divadlo Facka, Divadlo Hysterie, Divadlo Koráb, Divadlo Líšeň, Druhý Pád, Dvorní divadlo, IMPRO DŽOW, Divadlo kjógen, Meandry, P.U.D., Pavol Seriš, Petr Smyczek a kolektiv, Plešatý králíček, Střídavá péče, Up the Glan.
Hrálo se v kavárnách: ArtBar Druhý Pád, Art Café Bar Morgal, Black Box Cafe, Café Localité, Cafe Podnebi, Café Práh, Café Tungsram, Jazzová kavárna Podobrazy, Kafara, Kavárna Trojka, Klub Leitnerova, Kulturárium Café, Mezzanine Café, Paradox, Piknik Box

### Desátý ročník v roce 2019
V květnu se uskutečnil jubilejní desátý a zároveň poslední ročník. Diváci zhlédli deset představení v deseti různých brněnských kavárnách. V tomto roce si diváci sami vybrali v rámci facebookové ankety divadelní spolky, které chtěli vidět. Každý večer navíc završil koncert.
Jubilejní ročník byl ve znamení člověka, jeho vzletů i pádů. Festival mimo jiné nabídl cestu kolem světa za osmdesát minut s Divadlem Hysterie, setkání s japonským divadlem Kjogén nebo s indickou pohádkou Sávitrí divadla Líšeň. 